# Список самых высоких зданий Нью-Йорка

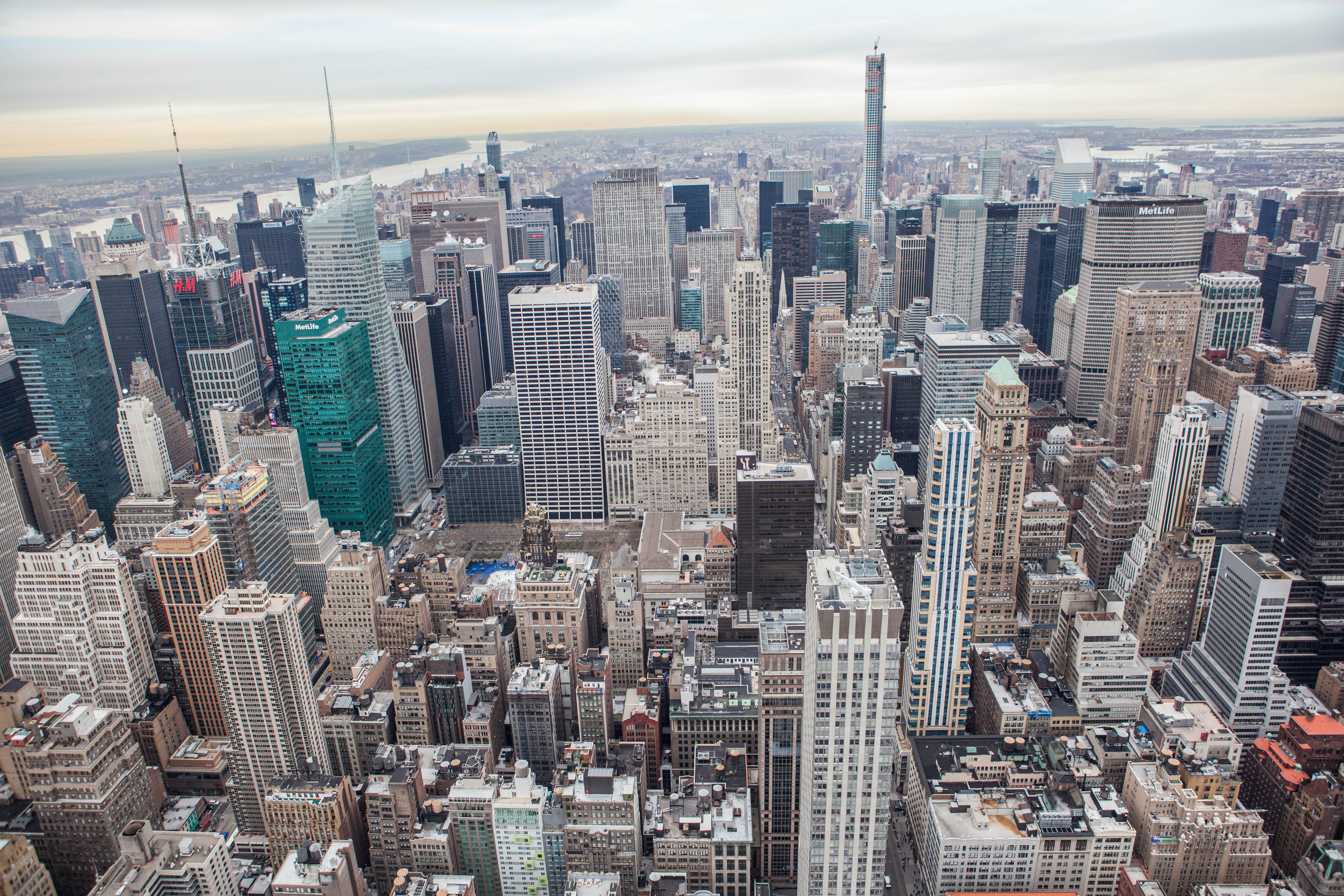
Вид на Мидтаун Манхэттен, глядя на север и сверху с Эмпайр-стейт-билдинг

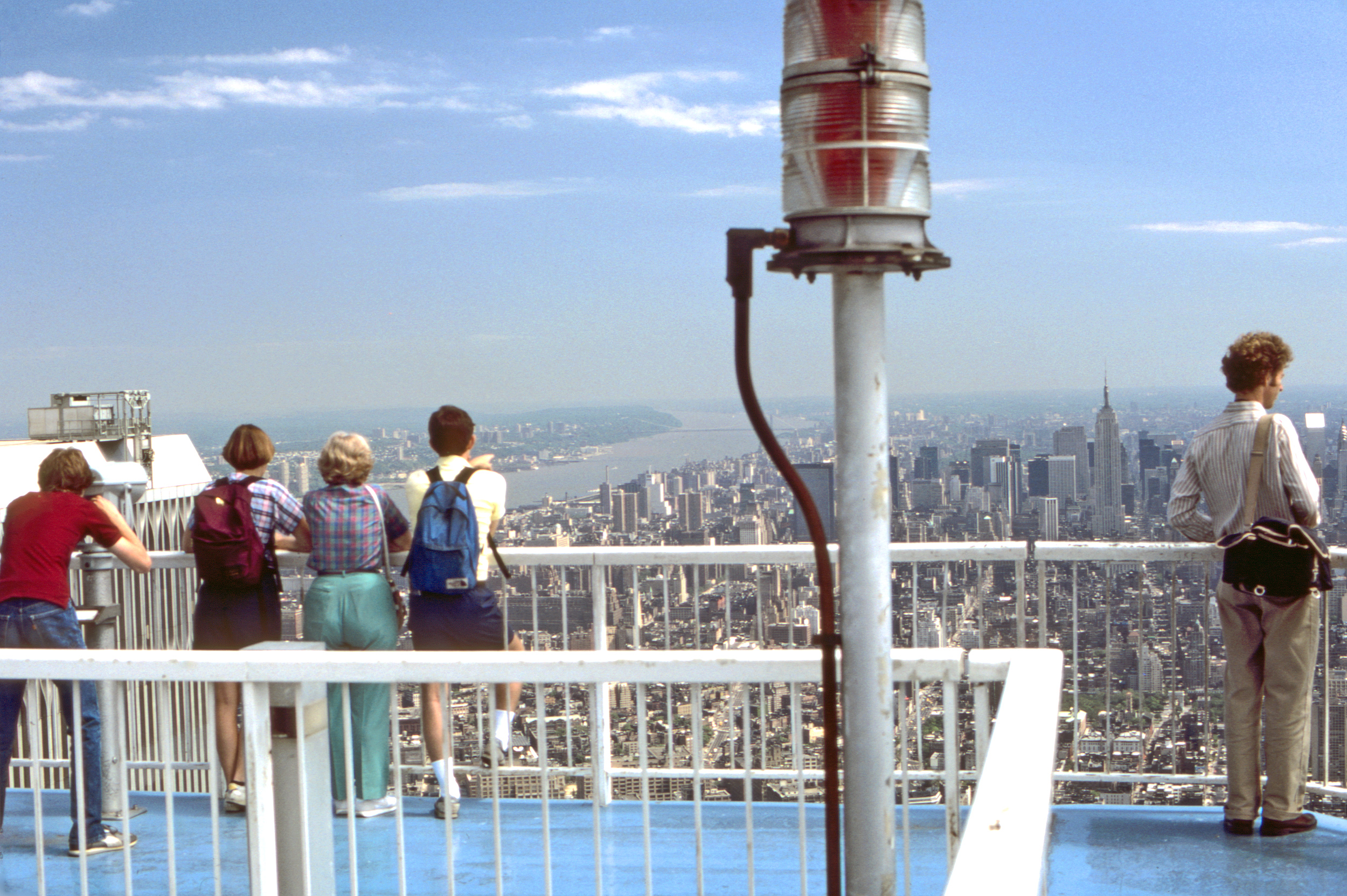
Мидтаун Манхэттен вдали. Фото было сделано с обзорной площадки старого Всемирного торгового центра, задолго до событий 11 сентября 2001 года

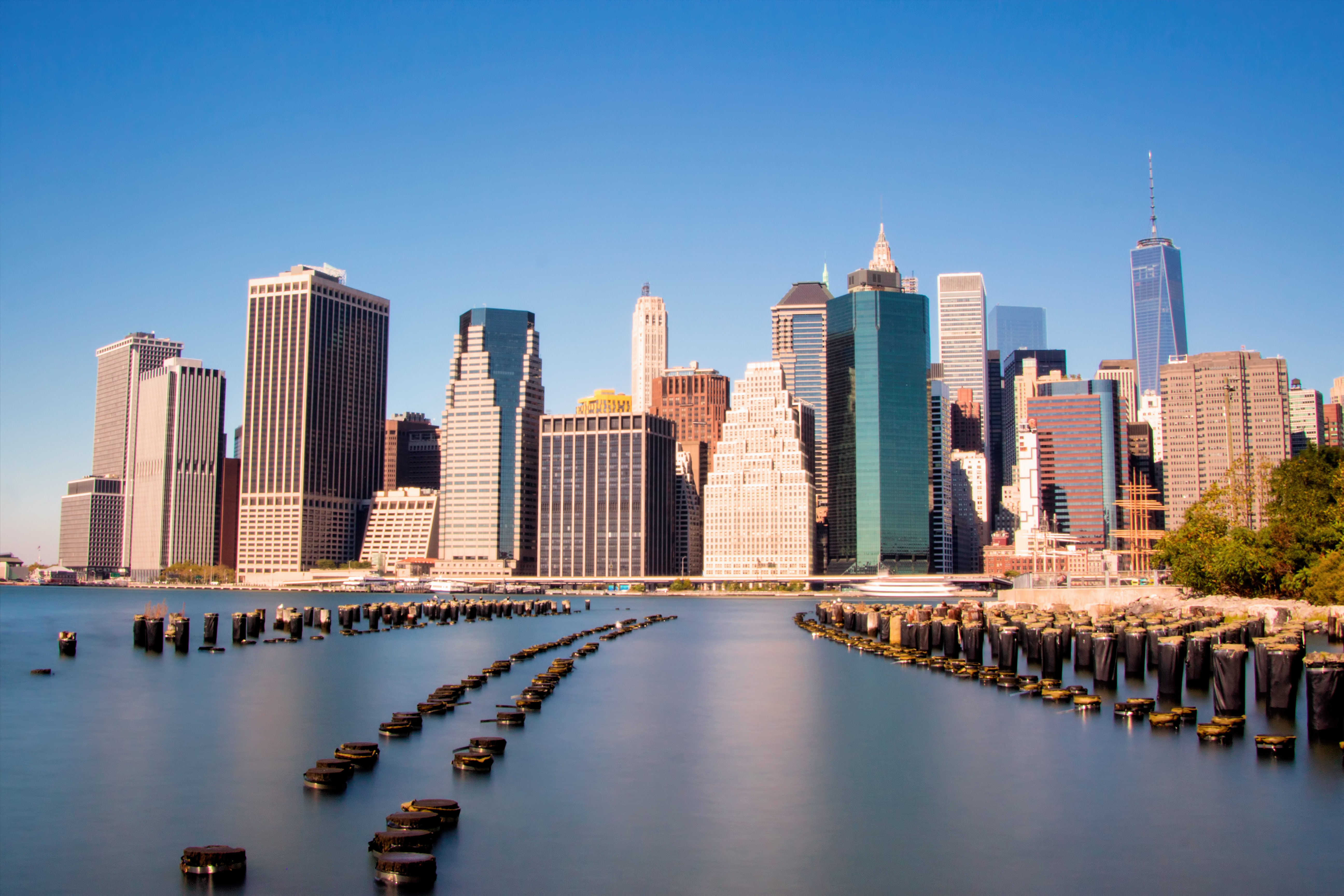
Нижний Манхэттен, вид со стороны Бруклина, Всемирный торговый центр 1 виден справа

Список самых высоких зданий Нью-Йорка включает небоскрёбы американского города Нью-Йорка, упорядоченные по высоте.
Нью-Йорк — самый густонаселённый город США, в котором построено 6154 высотных зданий, высота 113 из которых превышают 183 м (600 футов). По состоянию на январь 2017 года высочайшее здание в городе — Всемирный торговый центр 1, возвышающийся над землей на 541 м (1776 футов). 104-этажный небоскрёб лидирует среди высочайших зданий США и является высочайшим зданием в западном полушарии Земли, а также является шестым по высоте в мире. Второе по высоте здание в городе — Парк-авеню, 432, достигающее отметки в 426 м (1396 футов), а третьим по высоте является 103-этажный Эмпайр-стейт-билдинг в Мидтауне, построенный в 1931 году и достигавший высоты в 381 м (1250 футов), позднее увеличенных до 443 м (1454 футов) за счёт антенны. Это здание является пятым по высоте в США, и 25-м в мире.
Эмпайр-стейт-билдинг был самым высоким зданием в мире начиная со своего завершения и вплоть до 1972 года, пока его не сместила с этой позиции северная башня Всемирного торгового центра. При высоте в 417 м (1368 футов), здание оставляло за собой титул самого высокого в мире вплоть до постройки 108-этажного Уиллис-тауэр в Чикаго в 1974 году. Всемирный торговый центр был уничтожен в ходе событий 11 сентября 2001 года, после чего титул самого высокого здания в городе вернулся к Эмпайр-стейт-билдинг. Здание оставалось высочайшим до 2012 года, пока строительство Всемирного торгового центра 1 не превысило его высоту. Четвёртое по высоте здание Нью-Йорка — это здание Банка Америки, поднимающееся на высоту 366 м (1200 футов), включая шпиль. Пятое место делят 319-метровый (1046 футов) Крайслер-билдинг, бывший высочайшим зданием мира с 1930 по 1931 год, а также Нью-Йорк-Таймс-билдинг — здание, завершённое в 2007 году.
В основном нью-йоркские небоскрёбы сконцентрированы в Мидтауне и Нижнем Манхэттене, хотя и в других кварталах Манхэттена а также в боро вроде Бруклина, Куинса и Бронкса есть сверхвысокие строения. На момент апреля 2016 года, по всему городу было 241 строение высотой более 152 м (500 футов), в том числе на стадии постройки, больше, чем в любом другом городе США.
Начиная с 2003 года, В Нью-Йорке было завершено 24 здания высотой более 183 м (600 футов), включая Всемирный торговый центр 1, ставший на момент завершения высочайшим зданием США. Более 20 таких зданий находится в стадии постройки. Всемирный торговый центр 1 является частью так называемого проекта перестройки Всемирного торгового центра, который включает в себя 297-метровый (975 футов) Всемирный торговый центр 4, Всемирный торговый центр 7 и два здания в стадии постройки: 411-метровый (1350 футов) Всемирный торговый центр 2 и 357-метровый (1171 фут) Всемирный торговый центр 3.
В общей сложности, на апрель 2016 года, 494 высотных зданий находилось в стадии постройки либо предлагалось к возведению по всему Нью-Йорку.

## История
История возведения небоскрёбов в Нью-Йорке началась с возведения в 1890 году Нью-Йорк-Уорлд-билдинг; здания высотой 106 метров (348 футов). Хоть это и не было первое высотное строение в городе, это было первое здание превзошедшее 87 метров (284 фута), высоту шпиля Церкви Троицы. Уорлд-билдинг оставался высочайшим зданием города вплоть до 1899 года и был снесён в 1955 году, чтобы обеспечить строительство расширенного подхода к Бруклинскому мосту.
Нью-Йорк сыграл выдающуюся роль в развитии высотного строительства; начиная с 1890, 11 зданий в городе держали за собой титул высочайших строений в мире. Нью-Йорк пережил очень ранний бум высотного строительства с 1910-х по ранние 1930-е годы, в ходе которых было возведено 16 из 82 высочайших небоскрёба города, включая Вулворт-билдинг, Трамп Билдинг, Крайслер-билдинг и Эмпайр-стейт-билдинг, каждый из которых на момент постройки был высочайшим в мире, а последний держал этот титул 40 лет.
Второй бум высотного строительства пришёлся на 1960-е годы. С тех пор город увидел завершение около 70 строений высотой более 183 метров (600 футов), включая башни близнецы Всемирного торгового центра. Северная башня Всемирного торгового центра была высочайшим строением мира с 1972 по 1973 и высочайшим зданием Нью-Йорка до 2001 года. Северная башня, как и другие 6 зданий Всемирного торгового центра, была уничтожена в ходе событий 11 сентября 2001 года. Всемирный торговый центр 1, возведение которого началось в 2006 году в качестве основного здания нового комплекса Всемирного торгового центра, на момент завершения в мае 2013 года, достиг высоты в 541 метр (1776 футов) тем самым сместив Уиллис-тауэр с первой строчки и став высочайшим строением США.

## Высочайшие строения
В список включены здания выше 183 метров и расположенные в Нью-Йорке. Замеры высоты базируются на стандартных методах для такого рода измерений, потому учтена высота шпилей и архитектурных деталей, но не учитываются мачты антенн. Звёздочка (*) указывает на то, что здание в процессе постройки. В графе «год» указывается год завершения строительных работ.
 Было самым высоким зданием в мире на момент завершения.
| Место | Название                                 | Фото | Высота метров | Этажность | Год  | Примечания |
| ----- | ---------------------------------------- | ---- | ------------- | --------- | ---- | --- |
| 1     | Всемирный торговый центр 1               |      | 541           | 104       | 2014 | Высочайшее здание западного Земного полушария. Высочайшее строение США и Нью-Йорка. Высота крыши 417 метров, такая же как у разрушенного здания Всемирного Торгового центра. Площадь здания такая же как у Башен-Близнецов старого ВТЦ. Входит в число высочайших строений мира. |
| 2     | Эмпайр-стейт-билдинг                     |      | 443           | 103       | 1931 | 39-е по высоте строение в Мире, 3-е по высоте здание США; первое здание в мире с этажностью более 100. Построено всего за 14 месяцев в ходе Великой депрессии, было высочайшим строением мира с 1931, пока его не превзошёл Всемирный торговый центр в 1972, и вновь стало высочайшим строением Нью-Йорка после уничтожения Башен-близнецов в ходе событий 11 сентября 2001 года, вплоть до 2013 года. |
| 3     | Парк-авеню, 432                          |      | 426           | 89        | 2015 | Третье по высоте здание в Нью-Йорке, высочайшее на данный момент жилое здание в мире; 21-е по высоте в мире; 4-е по высоте в США. |
| 4     | Хадсон-Ярдс, 30                          |      | 395           | 73        | 2019 | 33-е по высоте строение в Мире, 6-е по высоте здание США. |
| 5     | Башня Банка Америки                      |      | 366           | 54        | 2009 | 51-е по высоте строение в мире, 7-е по высоте в США; первый небоскрёб получивший платиновый сертификат LEED. Высота крыши 290,6 метра. На крыше здания есть 2 пчелиных улья. |
| 6     | Всемирный торговый центр 3               |      | 329           | 80        | 2018 | Завершено в июне 2016 |
| 7     | 53W53*                                   |      | 320           | 87        | 2018 | 14-е по высоте в США |
| 8     | Крайслер-билдинг                         |      | 319           | 77        | 1930 | 14-е по высоте здание в США; первое здание превысившее высоту в 305 метров (1000 футов); было высочайшим зданием с 1930 по 1931 год, пока его не превзошёл Эмпайр-стейт-билдинг; высочайшее в мире кирпичное здание со стальным каркасом. На момент завершения обогнало Эйфелеву башню как крупнейшую рукотворную структуру. |
| 9     | Нью-Йорк-Таймс-билдинг                   |      | 319           | 52        | 2007 | 14-е по высоте здание в США. Известно также как Таймс тауэр. Первое высотное строение в США построенное с использованием энергосберегающих технологий и способное само вырабатывать электричество. |
| 10    | Хадсон-Ярдс, 35                          |      | 308           | 72        | 2019 | |
| 11    | Уан 57                                   |      | 306           | 75        | 2014 | Высочайшее здание двойного назначения (жилая часть и отель) в городе, 92-е по высоте здание в мире. |
| 12    | Манхэттен-Уэст, 1                        |      | 303           | 67        | 2019 | |
| 13    | Всемирный торговый центр 4               |      | 298           | 74        | 2013 | Также известен как 150 Гринвич стрит, часть нового проекта Всемирного торгового центра |
| 14    | Сентрал Парк Саут, 220                   |      | 290           | 69        | 2019 | |
| 15    | Американ-Интернешнл-билдинг              |      | 290           | 66        | 1932 | Также известен как Пайн-стрит, 70. 25-е здание по высоте в США; известно также как Сити Сервис Билдинг Представляет собой здание двойного назначения с 644 арендуемыми жилыми помещениями, 132 номерами отеля и 3250 квадратными метрами торговых площадей. Было высочайшим строением в Нижнем Манхэттене с момента завершения до постройки башен Всемирного Торгового центра в 1970-е годы и восстановило свой статус после событий 11 сентября 2001 года, до окончания постройки Всемирного Торгового Центра 1. |
| 16    | 30 Парк Плэйс                            |      | 286           | 82        | 2016 | Жилое строение а также отель в одном здании. Завершено в 2015 году. |
| 17    | 40 на Уолл-стрит                         |      | 283           | 70        | 1930 | 24-е по высоте в США; было самым высоким зданием в мире в течение 2 месяцев 1930 года; ранее было известно как Банк оф Манхэттен Траст Билдинг; теперь также известно как Трамп Билдинг. |
| 18    | Ситигруп-центр                           |      | 279           | 59        | 1977 | Ранее известное как Сити-корп центр, а также 601 Лексингтон-авеню |
| 19    | Хадсон-Ярдс, 15                          |      | 278           | 70        | 2018 | |
| 20    | Хадсон-Ярдс, 10                          |      | 268           | 52        | 2016 | Завершено в 2015 году |
| 21    | Нью-Йорк-бай-Гери                        |      | 265           | 76        | 2011 | Также известно как Бикман-Тауэр и Спрус-стрит, 8. |
| 22    | Трамп-уорлд-тауэр                        |      | 262           | 72        | 2001 | Третье по высоте жилое строение в городе; высочайшее жилое строение в мире с 2000 по 2003 |
| 23    | Рокфеллер-плаза, 30                      |      | 260           | 70        | 1933 | Также известно как Комкаст Билдинг, Также было известно как RCA Билдинг; в просторечии именуется «30 Рок» из за адреса, здесь расположена штаб-квартира NBC и смотровая площадка — «Вершина горы». |
| 24    | Уан-Манхэттен-Сквер                      |      | 258           | 72        | 2019 | Также известно как Саут-стрит, 250. |
| 25    | Леонард-стрит, 56                        |      | 250           | 57        | 2016 | Высочайшее строение в Трайбеке; завершённое в июле 2015 года. |
| 26    | Сити-спайр-центр                         |      | 248           | 75        | 1987 | [ 47 ] [ 48 ] [ 49 ] |
| 27    | Уан-Чейз-Манхэттен-Плаза                 |      | 248           | 60        | 1961 | Также известен как 28 Либерти-стрит |
| 28    | Конде-Наст-билдинг                       |      | 247           | 48        | 1999 | Также известен как Фор Таймс Сквер |
| 29    | Метлайф-Билдинг                          |      | 246           | 59        | 1963 | Прежде был известен как Пан Американ Билдинг |
| 30    | Блумберг-Тауэр                           |      | 246           | 54        | 2005 | [ 56 ] [ 57 ] |
| 31    | Ист 50-я, 138                            |      | 245           | 64        | 2019 | |
| 32    | Мюрри-стрит, 111                         |      | 241           | 58        | 2018 | |
| 33    | Вулворт-билдинг                          |      | 241           | 57        | 1913 | Высочайшее здание в мире с 1913 по 1930 годы |
| 34    | Парк-авеню, 520                          |      | 238           | 54        | 2018 | |
| 35    | 1 на Уорлдвайд-Плаза                     |      | 237           | 50        | 1989 | Бизнес-центр на Восьмой авеню |
| 36    | 50 на Уэст-стрит                         |      | 239           | 63        | 2016 | Завершено в октябре 2015. |
| 37    | Хадсон-Ярдс, 55                          |      | 238           | 51        | 2018 | |
| 38    | Мэдисон-сквер-парк-тауэр                 |      | 237           | 64        | 2017 | Завершено в мае 2016 |
| 39    | Датч-стрит, 19*                          |      | 231           | 63        | 2018 | |
| 40    | Карнеги-Холл-Тауэр                       |      | 231           | 60        | 1991 | [ 67 ] [ 68 ] |
| 41    | 383 на Мэдисон-авеню                     |      | 230           | 47        | 2001 | Прежде было известно как Беар Стернс Ворлд Хэдквартерс |
| 42    | 1717 Бродвей                             |      | 229           | 68        | 2013 | Высочайший отель в западном полушарии |
| 43    | AXA-Эквитебл-Центр                       |      | 229           | 54        | 1986 | Прежде было известно как Эквитебл Билдинг и Эквитебл Центр Уэст |
| 44=   | Уан-Пенн-Плаза                           |      | 229           | 57        | 1972 | [ 76 ] [ 77 ] |
| 44=   | 1251 на Авеню Америк                     |      | 229           | 54        | 1971 | Прежде известно было как Экксон билдинг |
| 46=   | Тайм Уорнер центр, Южная Башня           |      | 229           | 55        | 2004 | [ 80 ] [ 81 ] |
| 46=   | Тайм Уорнер центр, Северная башня        |      | 229           | 55        | 2004 | [ 81 ] [ 82 ] |
| 48    | 200 на Уэст-стрит                        |      | 228           | 44        | 2010 | Также известен как Голдман Сакс Ворлд Хэдквартерс |
| 49=   | Дёйче Банк Билдинг                       |      | 227           | 55        | 1989 | Также известен как До́йче банк билдинг |
| 49=   | Уан-Астор-Плаза                          |      | 227           | 54        | 1972 | [ 87 ] [ 88 ] |
| 51=   | Всемирный торговый центр 7               |      | 226           | 52        | 2006 | [ 89 ] [ 90 ] |
| 51=   | Уан-Либерти-Плаза                        |      | 226           | 54        | 1973 | Прежде был известен как С. Ш. Стил Билдинг |
| 53    | 20 на Эксчейндж-Плейс                    |      | 226           | 57        | 1931 | Прежде был известен как Сити Банк-Фермерс Траст Билдинг |
| 54    | Всемирный финансовый центр 3             |      | 225           | 51        | 1986 | Также известен как Американ Экспресс Тауэр |
| 55    | ARO                                      |      | 225           | 62        | 2018 | |
| 56    | Бертельсманн-билдинг                     |      | 223           | 42        | 1990 | [ 97 ] [ 98 ] |
| 57    | Манхэттен-Уэст, 3                        |      | 222           | 62        | 2017 | [ 99 ] [ 100 ] |
| 58    | Таймс-сквер-тауэр                        |      | 221           | 47        | 2004 | [ 101 ] [ 102 ] |
| 59    | Метрополитен Тауэр                       |      | 218           | 77        | 1987 | [ 103 ] [ 104 ] |
| 60    | 252 на Ист 57 стрит*                     |      | 218           | 65        | 2017 | [ 105 ] |
| 61    | 100 на Ист 53 стрит*                     |      | 217           | 63        | 2017 | [ 106 ] [ 107 ] |
| 62    | ДжейПи Морган энд Чейз Уорлд Хэдквартерс |      | 215           | 52        | 1960 | [ 108 ] [ 109 ] |
| 63    | Дженерал Моторс Билдинг                  |      | 215           | 50        | 1968 | [ 110 ] [ 111 ] |
| 64    | МетЛайф Тауэр                            |      | 213           | 50        | 1909 | Самое высокое здание в мире с 1909 по 1913 годы |
| 65    | 500 на Пятой авеню                       |      | 216           | 60        | 1931 | [ 114 ] [ 115 ] |
| 66    | Америка Тауэр                            |      | 211           | 50        | 1992 | [ 116 ] [ 117 ] |
| 67=   | Солоу-билдинг                            |      | 210           | 50        | 1974 | [ 118 ] [ 119 ] |
| 67=   | Мэрин Мидленд Билдинг                    |      | 210           | 52        | 1967 | Также известен как 140 Бродвей |
| 69=   | 55 на Уатер-стрит                        |      | 209           | 53        | 1972 | [ 120 ] [ 121 ] |
| 69=   | Парк-авеню, 277                          |      | 209           | 50        | 1962 | [ 122 ] [ 123 ] |
| 69=   | Бикман-стрит, 5                          |      | 209           | 47        | 2015 | [ 124 ] |
| 72    | Морган Стенли Билдинг                    |      | 209           | 42        | 1989 | [ 125 ] [ 126 ] |
| 73    | Рандом Хаус Тауэр                        |      | 208           | 52        | 2003 | [ 127 ] [ 128 ] |
| 74    | Фоур Сизонс Хотел Нью Йорк               |      | 208           | 52        | 1993 | Tallest all-hotel building in the city |
| 75    | Скай                                     |      | 206           | 61        | 2015 | [ 131 ] |
| 76=   | 1221 на Авеню Америк                     |      | 205           | 51        | 1969 | Formerly known as the McGraw-Hill Building |
| 76=   | Линкольн Билдинг                         |      | 205           | 55        | 1930 | [ 134 ] [ 135 ] |
| 76=   | Уан Корт Сквер                           |      | 205           | 50        | 1990 | Высочайшее здание в Куинсе. |
| 76=   | Барклай Тауэр                            |      | 205           | 56        | 2007 | [ 138 ] [ 139 ] |
| 80    | 277 на Пятой авеню                       |      | 205           | 52        | 2018 | |
| 81=   | Парамаунт-Плаза                          |      | 204           | 48        | 1971 | Formerly the Uris Building |
| 81=   | Мейден Лейн, 161                         |      | 204           | 60        | 2019 | |
| 83    | Трамп-тауэр                              |      | 202           | 58        | 1983 | [ 142 ] [ 143 ] |
| 84=   | 1 на Уолл-стрит                          |      | 199           | 50        | 1931 | [ 144 ] [ 145 ] |
| 84=   | 599 на Лексингтон-авеню                  |      | 199           | 50        | 1986 | [ 146 ] [ 147 ] |
| 84=   | Сильвер Тауэрс I                         |      | 199           | 60        | 2009 | Также известен как River Place |
| 84=   | Сильвер Тауэрс II                        |      | 199           | 60        | 2009 | Также известен как River Place |
| 88    | 712 на Пятой авеню                       |      | 198           | 52        | 1990 | [ 152 ] [ 153 ] |
| 89    | Чейнин-билдинг                           |      | 198           | 56        | 1930 | [ 154 ] [ 155 ] |
| 90    | 245 на Парк-авеню                        |      | 198           | 44        | 1966 | [ 156 ] [ 157 ] |
| 91=   | Сони-билдинг                             |      | 197           | 37        | 1984 | Ранее известный как AT&T Building |
| 91=   | Тауэр 28                                 |      | 197           | 58        | 2016 | Превзойдено в апреле 2016 года |
| 93    | 225 на Либерти-стрит                     |      | 197           | 44        | 1987 | [ 162 ] [ 163 ] |
| 94=   | 1095 на Авеню Америки                    |      | 196           | 43        | 1974 | Также известен как Verizon World Headquarters |
| 94=   | 570 на Лексингтон-авеню                  |      | 196           | 50        | 1931 | Также известен как General Electric Building |
| 96=   | Уан Нью-Йорк Плаза                       |      | 195           | 50        | 1969 | [ 168 ] [ 169 ] |
| 97=   | МиМа                                     |      | 194           | 55        | 2011 | [ 170 ] [ 171 ] |
| 97=   | Уан Даг Хаммаршёльд Плаза                |      | 194           | 49        | 1972 | [ 172 ] [ 173 ] |
| 99=   | 345 на Парк-авеню                        |      | 193           | 44        | 1969 | [ 174 ] [ 175 ] |
| 99=   | 400 на Пятой авеню                       |      | 193           | 57        | 2010 | [ 176 ] [ 177 ] |
| 99=   | Меркантиль Билдинг                       |      | 193           | 48        | 1929 | Также известен как 10 East 40th Street |
| 102=  | У.Р.Грейс Билдинг                        |      | 192           | 50        | 1971 | [ 180 ] [ 181 ] |
| 102=  | Хоум Инщюранс Плаза                      |      | 192           | 45        | 1966 | [ 182 ] [ 183 ] |
| 102=  | W Нью Йорк Даунтаун Хотел энд Резиденсис |      | 192           | 57        | 2010 | [ 184 ] |
| 102=  | 101 на Парк Авеню                        |      | 192           | 49        | 1982 | [ 185 ] [ 186 ] |
| 106=  | Централ Парк Плейс                       |      | 191           | 56        | 1988 | [ 187 ] [ 188 ] |
| 106=  | 888 на 7 Авеню                           |      | 191           | 46        | 1971 | [ 189 ] [ 190 ] |
| 106=  | Уолдорф-Астория                          |      | 191           | 47        | 1931 | [ 191 ] [ 192 ] |
| 106=  | 1345 на Авеню Америки                    |      | 191           | 50        | 1969 | [ 193 ] [ 194 ] |
| 111   | Трамп Палас Кондоминиумс                 |      | 190           | 54        | 1991 | [ 195 ] [ 196 ] |
| 112   | Олимпик-тауэр (Нью-Йорк)                 |      | 189           | 51        | 1976 | [ 197 ] [ 198 ] |
| 113=  | 425 на Пятой авеню                       |      | 188           | 55        | 2003 | [ 199 ] [ 200 ] |
| 113=  | Уан Медисон                              |      | 188           | 51        | 2010 | [ 201 ] [ 202 ] |
| 115=  | 919 на Третьей авеню                     |      | 187           | 47        | 1971 | [ 203 ] [ 204 ] |
| 115=  | Нью-Йорк-Лайф-билдинг                    |      | 187           | 40        | 1928 | [ 205 ] [ 206 ] |
| 115=  | 750 на Седьмой авеню                     |      | 187           | 40        | 1989 | [ 207 ] [ 208 ] |
| 115=  | Эпик                                     |      | 187           | 58        | 2007 | [ 209 ] [ 210 ] |
| 115=  | Эвенти                                   |      | 187           | 54        | 2010 | [ 211 ] |
| 115=  | 49 Тауэр                                 |      | 187           | 45        | 1985 | [ 212 ] [ 213 ] |
| 121=  | 555 на Десятой авеню                     |      | 187           | 53        | 2016 | Превзойдено в сентябре 2015 года |
| 121=  | The Hub*                                 |      | 190           | 52        | 2016 | Также известен как 333 Schermerhorn Street. Самое высокое здание в Бруклине. Превзойдено в 16 декабря 2015 года |
| 121=  | Калион Билдинг                           |      | 186           | 45        | 1964 | [ 220 ] [ 221 ] |
| 124   | Баккара (отель и арендуемые площади)     |      | 185           | 48        | 2014 | [ 222 ] |
| 125=  | Орион                                    |      | 184           | 58        | 2006 | [ 223 ] [ 224 ] |
| 125=  | 590 на Мэдисон-авеню                     |      | 184           | 41        | 1983 | Также известен как АйБиЭМ Билдинг |
| 127=  | 250 на Уэст 55 стрит                     |      | 183           | 39        | 2013 | [ 227 ] |
| 127=  | 11 на Таймс Сквер                        |      | 183           | 40        | 2010 | Также известен как Таймс Сквер Плаза |
| 127=  | 1166 на Авеню Америк                     |      | 183           | 44        | 1974 | [ 230 ] |

### Комментарии
A. a b The Manhattan Life Insurance Building, completed in 1894, tied the height of the World Building. The city therefore had two tallest buildings for a period of five years, until the Park Row Building was completed in 1899.
B. ^ The floor count of the World Building has been disputed. Upon construction, the building was said to contain up to 26 floors, but in recent years the building has been said to contain as few as 16 floors.
C. ^ This building was constructed as the Bank of Manhattan Trust Building, but is now more commonly known as 40 Wall Street and officially known as the Trump Building.